# Дунавець (заповідне урочище)
Ду́навець — заповідне урочище в Україні. Розташоване в межах Сторожинецького району Чернівецької області, на південний схід від центральної частини села Банилів-Підгірний. 
Площа 41,3 га. Статус присвоєно згідно з рішенням облвиконкому від 16.01.1991 року № 22. Перебуває у віданні ДП «Сторожинецький лісгосп» (Банилівське л-во, кв. 34, 35,  38). 
Статус присвоєно для збереження кількох частин лісового масиву з березовими природними насадженнями; в підліску — смерека. У трав'яному покриві трапляються види, занесені до Червоної книги України.